# لوسیل دومون
لوسیل دومون (انگلیسی: Lucille Dumont؛ ۲۰ ژانویهٔ ۱۹۱۹ – ۲۹ ژوئیهٔ ۲۰۱۶) خواننده، مجری تلویزیون، و مجری رادیو اهل کانادا بود. وی بین سال‌های ۱۹۳۵ تا ۱۹۹۹ میلادی فعالیت می‌کرد.